# UK 오픈
UK 오픈(-Open)은 프로페셔널 다트 코퍼레이션 (PDC)이 개최하는 다트 경기 대회이다. 영국 각지에서 행해지는 많은 예선 경기 후 본선에서 무명의 아마추어 선수도 최고의 선수들과 대등하게 플레이할 수 있는 혁신적인 토너먼트로 "다트 FA컵"의 이명을 가진다. FA컵과 같이 각 라운드 후 무작위 추첨을 통해 다음 경기를 결정한다. UK 오픈 본선은 취임 2003년부터 매년 6월, 볼튼의 리복 스타디움에서 열린다. 처음 결승에서는 필 테일러가 챔피언이 되었다.